# Демихово (Псковская область)
Демихово — деревня в Себежском районе Псковской области России. Входит в состав Красноармейской волости.

## География
Находится на юго-западе региона, в восточной части района, в пределах Прибалтийской низменности>, в зоне хвойно-широколиственных лесов, на берегу озера Могильно (Могилинское), вблизи автомагистрали «Москва—Рига» (М-9).
Улиц две: Берёзовая и Звёздная.

## История
В 1941—1944 гг. местность находилась под фашистской оккупацией войсками Гитлеровской Германии.

## Население
| 2001 | 2002 | 2010 |
| ---- | ---- | ---- |
| 28   | ↘22  | ↘17  |

### Национальный состав
Согласно результатам переписи 2002 года, в национальной структуре населения русские составляли 95 % от общей численности в 22 чел., из них 9 мужчин, 13 женщин.

## Инфраструктура
Личное подсобное хозяйство.
Основа экономики — сельское хозяйство.

## Транспорт
Деревня доступна автотранспортом.
К Демихово подходит автодорога общего пользования местного значения «от а/д М9 „Балтия“ до дер. Демихово»	(идентификационный номер 58-254-830 ОП МП 58Н-112), протяжённостью в 2,1 км. 
От деревни отходят две автодороги общего пользования местного значения: «Демихово — Черепово» (идентификационный номер 58-254-830 ОП МП 58Н-110), протяжённостью в 2,15 км и «Демихово — Долгарёво» (идентификационный номер 58-254-830 ОП МП 58Н-111), протяжённостью в 1,6 км.